# Mujeres de Liberia Acción Masiva para la Paz
Women of Liberia Mass Action for Peace (WLMAP) (en español: Mujeres de Liberia Acción Masiva para la Paz) es un movimiento por la paz iniciado en 2003 por mujeres musulmanas y cristianas en Monrovia, Liberia, que trabajó para poner fin a la Segunda Guerra Civil Liberiana . Liderado por Crystal Roh Gawding, Leymah Gbowee y Comfort Freeman miles de mujeres musulmanas y cristianas de diversas clases organizaron protestas silenciosas por la no violencia.  En 2011 Gbowee recibió el premio Nobel de la paz por el movimiento, premio compartido por la presidenta de Libera Ellen Johnson Sirleaf y la yemení Tawakel Karman.

## Antecedentes
A finales de la década de 1970 en Liberia, un golpe militar encabezado por el sargento mayor Samuel Kanyon Doe tomó el poder y Doe se convirtió en el primer líder nativo y jefe de Estado de Liberia. Durante el gobierno de Doe, cada persona era tratada en función de su identidad tribal. Doe favoreció a quienes compartían su identidad tribal Krahn. Había cada vez más señales de una guerra inminente. Sin embargo, los indígenas no pudieron huir de Liberia debido a su situación económica. Esta división provocó el inicio de una larga y sangrienta guerra civil.
Durante la Guerra Civil de Liberia las mujeres escondieron a sus esposos e hijos de los soldados que buscaban reclutarlos o matarlos, caminaron millas para encontrar comida y agua para sus familias y se implicaron en mantener la vida para que quedara algo sobre lo que construir cuando la paz regresara. Y después de obtener el poder en un golpe militar en 1989, el presidente Charles Taylor luchó por mantener el control del país.
Mientras los hombres participaban en la guerra, las mujeres asumieron la carga del impacto de la guerra. Durante los años de la guerra, las mujeres liberianas "tuvieron que soportar el dolor de ver a sus hijos pequeños ser reclutados por la fuerza en el ejército. Unos días después, estos jóvenes regresaban al mismo pueblo, drogados y obligados a ejecutar a sus propios familiares. Las mujeres tenían que soportar el dolor de ver a sus hijas pequeñas ser utilizadas como esclavas sexuales por la noche y como luchadoras durante el día ... las mujeres tenían que sentarse y ver cómo se llevaban a sus maridos y padres. En la mayoría de los casos, estos hombres fueron despedazados " 
Ante esta situación un pequeño grupo de seis mujeres liberianas redactaron una declaración firmada condenando la guerra y dieron 10 dólares a una amiga periodista para que pudiera publicarla. Nació así la campaña a favor de la no violencia y la paz lideradas por Leymah Gbowee. Como reclamo mediático internacional también anunciaron que iniciaban una "huelga de sexo" hasta que finalizase la guerra.

## Acuerdo de paz
En 2003, durante la Segunda Guerra Civil Liberiana, Women of Liberia Mass Action for Peace forzó una reunión con el presidente Charles Taylor y logró el compromiso de permitir que asistieran a las conversaciones de paz en Ghana  para negociar con los rebeldes de Liberians United for Reconciliation and Democracy y Movimiento por la Democracia en Liberia . Una delegación de mujeres liberianas viajó a Ghana para seguir ejerciendo presión sobre las facciones beligerantes durante el proceso de paz.
Doscientas mujeres rodearon la sala donde se desarrollaba la conversación, vestidas de blanco. Encerrados en la habitación los hombres saltaron por las ventanas para escapar. Pero las mujeres persistieron y organizaron una sentada fuera del Palacio Presidencial. Bloquearon todas las puertas y ventanas e impidieron que nadie saliera de las conversaciones de paz sin una resolución.
Las mujeres de Liberia se convirtieron en una fuerza política contra la violencia y contra su gobierno. Sus acciones dieron lugar a un acuerdo durante las estancadas conversaciones de paz. Como resultado, las mujeres pudieron lograr la paz en Liberia después de una guerra civil de 14 años y luego ayudaron a llevar al poder a la primera mujer jefa de estado del país, Ellen Johnson Sirleaf . Cuando la presidenta Ellen Sirleaf asumió el cargo por primera vez, hizo de los derechos de la mujer una de sus prioridades. Su administración se centró en la condición de la mujer en Liberia y sus necesidades.
Algunos de los cambios que hizo incluyeron: poner más mujeres en puestos de decisión, establecer el Caucus Legislativo de Mujeres, un comité multipartidista en la Cámara de Representantes que asegura un enfoque de género en la legislatura, y crear la Ley de Herencia, una ley que hizo los derechos de la herencia para los cónyuges de matrimonios estatutarios y consuetudinarios. Durante el mandato de la presidenta Sirleaf, se castigó con pena máxima de cadena perpetua la violación como arma de guerra.

## Liderazgo
Junto  a Leymah Gbowee fueron claves Crystal Roh Gawding, presidenta de la Iglesia Luterana de Mujeres St. Peter y Comfort Freeman, Presidenta Nacional de All of the Women of Lutheran Church en Liberia, presidentas de dos iglesias luteranas diferentes que organizaron la Women in Peacebuilding Network, Red de Mujeres en la Construcción de la Paz (WIPNET) y emitieron una declaración: "En el pasado estábamos en silencio, pero después de ser asesinadas, violadas, deshumanizadas e infectadas con enfermedades, y de ver a nuestros hijos y familias destruidos, la guerra nos ha enseñado que el futuro está en decir NO a la violencia y SÍ a la paz ! No cederemos hasta que prevalezca la paz ". Miles de mujeres locales se reunían para rezar y cantar en un mercado de pescado todos los días durante meses.
Asatu Bah Kenneth, ministra adjunta de Administración y Seguridad Pública del Ministerio de Justicia de Liberia, era en ese momento presidenta de la Asociación de mujeres encargadas de hacer cumplir la ley de Liberia. Inspirada por el trabajo de la iniciativa de paz de mujeres cristianas, formó la Organización de Mujeres Musulmanas de Liberia para trabajar por la paz.
Juntas, Gbowee, Freeman y Kenneth unieron a ambos grupos para formar Mass Action, un hecho insólito en Liberia. Desde que se unieron, las relaciones han sido menos tensas y más abiertas entre cristianos y musulmanes en Liberia, específicamente en Monrovia.
Las mujeres cristianas y musulmanas unieron fuerzas para crear la Acción Masiva por la Paz de Mujeres de Liberia. Vestían de blanco, para simbolizar la paz. Por su liderazgo Leymah Gbowee recibió el reconocimiento internacional, incluido el Premio John F. Kennedy Profile in Courage 2009 y el Premio Nobel de la Paz 2011.
Ellen Johnson Sirleaf la presidenta de Liberia durante la duración de la Acción Masiva por la Paz a menudo promovió los derechos de las mujeres y prometió aumentar los derechos de las mujeres en sus dos campañas para la presidencia. Ella inspiró a muchas mujeres liberianas a impulsar un movimiento de masas para obtener la paz en el país.

## Legado

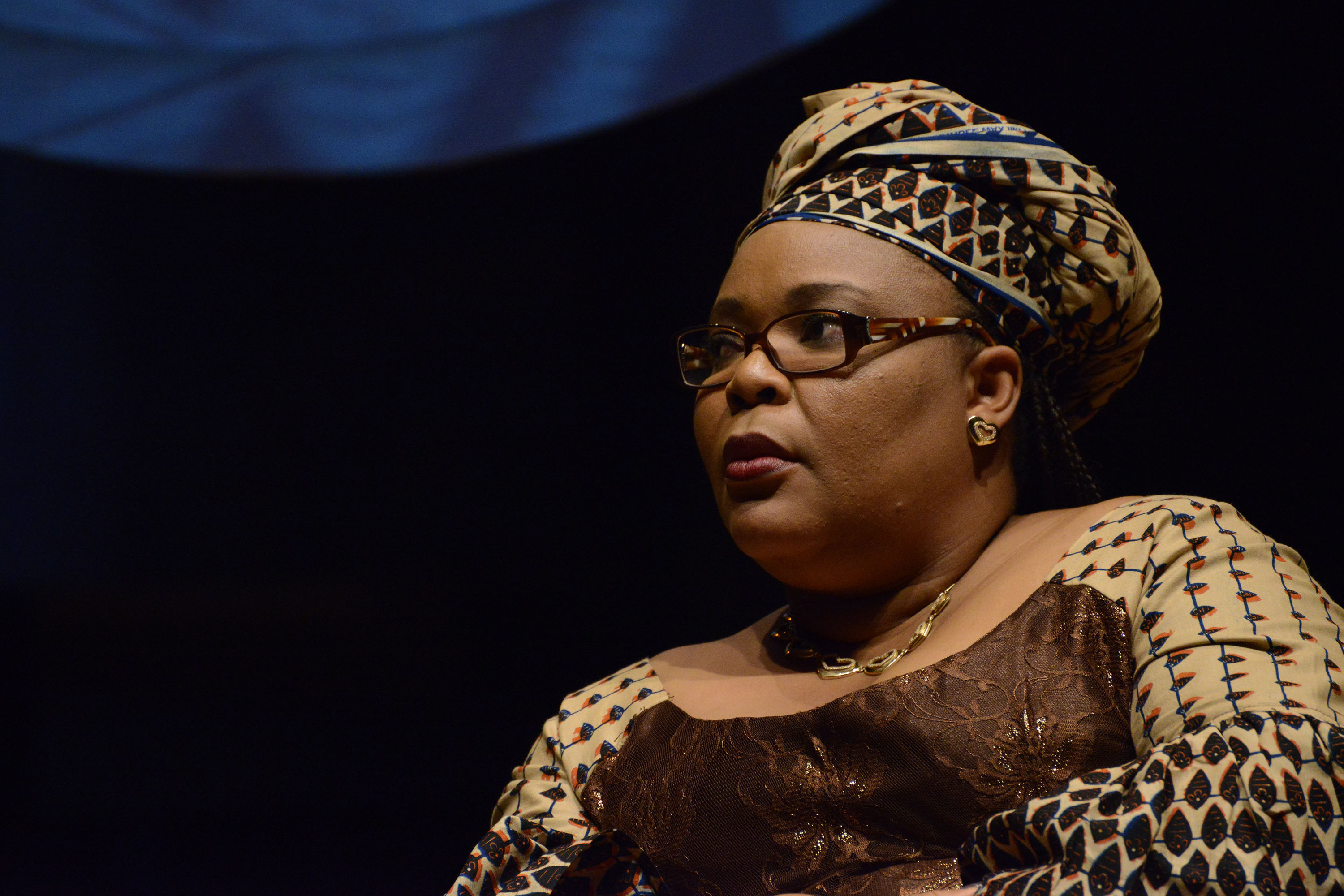
Leymah Gbowee cofundadora del movimiento en 2013

Desde la adopción de la Resolución 1325 del Consejo de Seguridad de las Naciones Unidas en 2000 las mujeres han estado comprometidas en la reconstrucción de sociedades devastadas por la guerra, restaurando relaciones y promoviendo la cohesión social.  
La Women Peace and Security Network Africa (WIPSEN-Africa), es una organización no gubernamental panafricana dirigida por mujeres y centrada en las mujeres con sede en Ghana. Se creó el 8 de mayo de 2006 para promover la participación estratégica y el liderazgo de las mujeres en la gobernanza de la paz y la seguridad en África. Son miembros fundadoras de esta organización Leymah Gbowee, Thelma Ekiyor y Ecoma Bassey Alaga. WIPSEN Africa tiene presencia en Ghana, Nigeria, Costa de Marfil, Liberia y Sierra Leona .

## Protestas similares
- En Costa de Marfil, Aya Virginie Touré[19] organizó a más de 40.000 mujeres[20] en numerosas protestas pacíficas[21] en una revolución[22] contra Laurent Gbagbo[23] en la segunda guerra civil de Costa de Marfil . Algunas vestían de negro y otras llevaban hojas y algunas estaban desnudas, todos signos de una maldición africana dirigida hacia Laurent Gbagbo.[24]

- El 23 de marzo de 2011, en la Cumbre de la Comunidad Económica de los Estados de África Occidental (CEDEAO) en Nigeria,[25] activistas por la paz organizaron una "Marcha de las Mil Mujeres" en África Occidental. Llevaban camisetas blancas  y representaban a países de África occidental, como Costa de Marfil, Ghana, Liberia, Nigeria, Sierra Leona y Togo . Emitieron un comunicado de prensa y presentaron una declaración de posición a los jefes de Estado de la CEDEAO.[26]

## Pray the Devil Back to Hell
Pray the Devil Back to Hell es un documental dirigido por Gini Reticker y producido por Abigail Disney. La película se estrenó en el Festival de Cine de Tribeca de 2008, donde ganó el premio al Mejor Documental. La película documenta los esfuerzos de Women of Liberia Mass Action for Peace. La película se ha utilizado como una herramienta de promoción en zonas de posconflicto como Sudán y Zimbabue, movilizando a las mujeres africanas para pedir paz y seguridad.